# Grondscharrelaars
Grondscharrelaars (Brachypteraciidae) zijn een familie van vogels uit de orde Scharrelaarvogels. De familie telt 5 soorten, die alle voorkomen op Madagaskar.

## Kenmerken
Deze schuwe vogels hebben een lange, puntige staart en goed ontwikkelde poten.

## Leefwijze
Hun voedsel bestaat uit insecten en ander kleine gedierte. Het zijn echte schemerdieren. Meestal leven ze alleen of in paren.

## Taxonomie
Deze familie bestaat uit vier geslachten met in totaal vijf soorten:
- Geslacht Atelornis (2 soorten: Crossleys grondscharrelaar en Blauwkopgrondscharrelaar)
- Geslacht Brachypteracias (1 soort: Gebandeerde grondscharrelaar)
- Geslacht Geobiastes (1 soort: Geschubde grondscharrelaar)
- Geslacht Uratelornis (1 soort: Langstaartgrondscharrelaar)

Scharrelaars · Grondscharrelaars · IJsvogels · Todies · Motmots · Bijeneters